# Tanyproctus jordaniacus
Tanyproctus jordaniacus är en skalbaggsart som beskrevs av Baraud 1990. Tanyproctus jordaniacus ingår i släktet Tanyproctus och familjen Melolonthidae. Inga underarter finns listade i Catalogue of Life.